# Song.null.fünf
Die Österreichische Vorentscheidung zum Eurovision Song Contest 2005 fand am 25. Februar 2005 unter dem Titel song.null.fünf statt. Global Kryner gewann und vertrat Österreich in Kiew, wo sie sich im Halbfinale mit dem 21. Platz nicht für das Finale qualifizieren konnten.

## Format

### Konzept
Auch bei dem fünften österreichischen Vorentscheid in Folge blieb die Anzahl der Beiträge bei 10 Liedern, aber es waren nur fünf Teilnehmer. Der ORF hatte Anfang Oktober 2004 die fünf Musiker ausgewählt, die dann jeweils zwei Lieder für die Show schrieben.
Bei der Abstimmung wurde das Televoting über das Festnetz in die Anrufe aus den neun Österreichischen Bundesländern runter gebrochen und getrennt bewertet. Die Anrufe/SMS über das Mobilnetz wurden als bundesweite Wertung genommen. Die Lieder erhielten eurovisionsmäßig 1–12 Punkte entsprechend ihrem jeweiligen Ranking in den Bundesländern und bundesweit.
Die Show wurde von Mirjam Weichselbraun und Christian Clerici moderiert.

### Teilnehmer
Nachdem er bereits Österreich beim Eurovision Song Contest 2003 vertreten hatte, nahm Alf Poier wieder beim Vorentscheid teil und belegte diesmal den zweiten Platz, was die Folge des neuen Wertungssystems war.

### Kontroverse
Nach der Show kam es zu einer Kontroverse über den Abstimmungsmodus, weil das zweitplatzierte Lied "Good Old Europe Is Dying" von Alf Poier zwar insgesamt mehr Stimmen im Televoting erhalten hatte, aber durch das Wertungssystem 4 Punkte weniger als das Gewinnerlied "Y así" von Global Kryner. Das lag zum einen daran, dass die Stimmen aus dem Mobilnetz zu 10 % und die Stimmen aus dem Festnetz zu 90 % in das Ergebnis einflossen, obwohl fast 80 % der Stimmen über das Mobilnetz (270.511) kamen und nur 20 % aus dem Festnetz (66.668). Zum anderen wurden die Stimmen aus dem Festnetz in Anrufe aus den neun Bundesländern aufgeteilt und separat gewertet.
Alf Poiers Lied "Good Old Europe Is Dying" erhielt aus dem Mobilnetz 88.917 (32,87 %) Stimmen – das Lied "Y así" von Global Kryner 47.718 (17,64 %).

### Voting
| Platz | Startnr. | Interpret     | Lied                     | Punkte   | Punkte   | Punkte   | Punkte   | Punkte   | Punkte   | Punkte   | Punkte   | Punkte   | Punkte     | Punkte Total |
| Platz | Startnr. | Interpret     | Lied                     | Festnetz | Festnetz | Festnetz | Festnetz | Festnetz | Festnetz | Festnetz | Festnetz | Festnetz | Mobilnetz  | Punkte Total |
| Platz | Startnr. | Interpret     | Lied                     | B        | K        | NÖ       | OÖ       | S        | ST       | T        | V        | W        | Bundesweit | Punkte Total |
| ----- | -------- | ------------- | ------------------------ | -------- | -------- | -------- | -------- | -------- | -------- | -------- | -------- | -------- | ---------- | ------------ |
| 01.   | 01       | Global Kryner | Y así                    | 12       | 12       | 10       | 07       | 12       | 10       | 12       | 07       | 10       | 10         | 102          |
| 02.   | 08       | Alf Poier     | Good Old Europe Is Dying | 10       | 10       | 12       | 08       | 08       | 12       | 10       | 04       | 12       | 12         | 098          |
| 03.   | 09       | Mystic Alpin  | One World                | 07       | 08       | 08       | 12       | 07       | 07       | 04       | 06       | 07       | 08         | 074          |
| 04.   | 04       | Mystic Alpin  | Back Home                | 08       | 07       | 07       | 01       | 10       | 06       | 08       | 05       | 05       | 07         | 073          |
| 05.   | 06       | Global Kryner | Dreaming                 | 05       | 05       | 05       | 05       | 04       | 05       | 05       | 08       | 08       | 04         | 054          |
| 06.   | 05       | Marque        | Who You Are              | 06       | 06       | 04       | 03       | 03       | 04       | 06       | 12       | 04       | 05         | 053          |
| 07.   | 03       | Alf Poier     | Hotel Hotel              | 02       | 02       | 06       | 06       | 05       | 08       | 07       | 03       | 06       | 06         | 051          |
| 08.   | 04       | Marque        | In The Universe          | 01       | 04       | 03       | 04       | 01       | 03       | 03       | 10       | 02       | 03         | 034          |
| 09.   | 02       | Jade Davis    | Just Like That           | 03       | 03       | 01       | 01       | 06       | 01       | 01       | 02       | 03       | 01         | 022          |
| 10.   | 07       | Jade Davis    | Perfect World            | 04       | 01       | 02       | 02       | 02       | 02       | 02       | 01       | 01       | 02         | 019          |